# Haucourt-en-Cambrésis
Pour les articles homonymes, voir Haucourt.
Haucourt-en-Cambrésis est une commune française, située dans le département du Nord en région Hauts-de-France.

## Géographie

### Communes limitrophes
| Wambaix | Cattenières           | Fontaine-au-Pire   |
| Esnes   | Haucourt-en-Cambrésis | Ligny-en-Cambrésis |
|         | Walincourt-Selvigny   |                    |

### Hydrographie

#### Réseau hydrographique

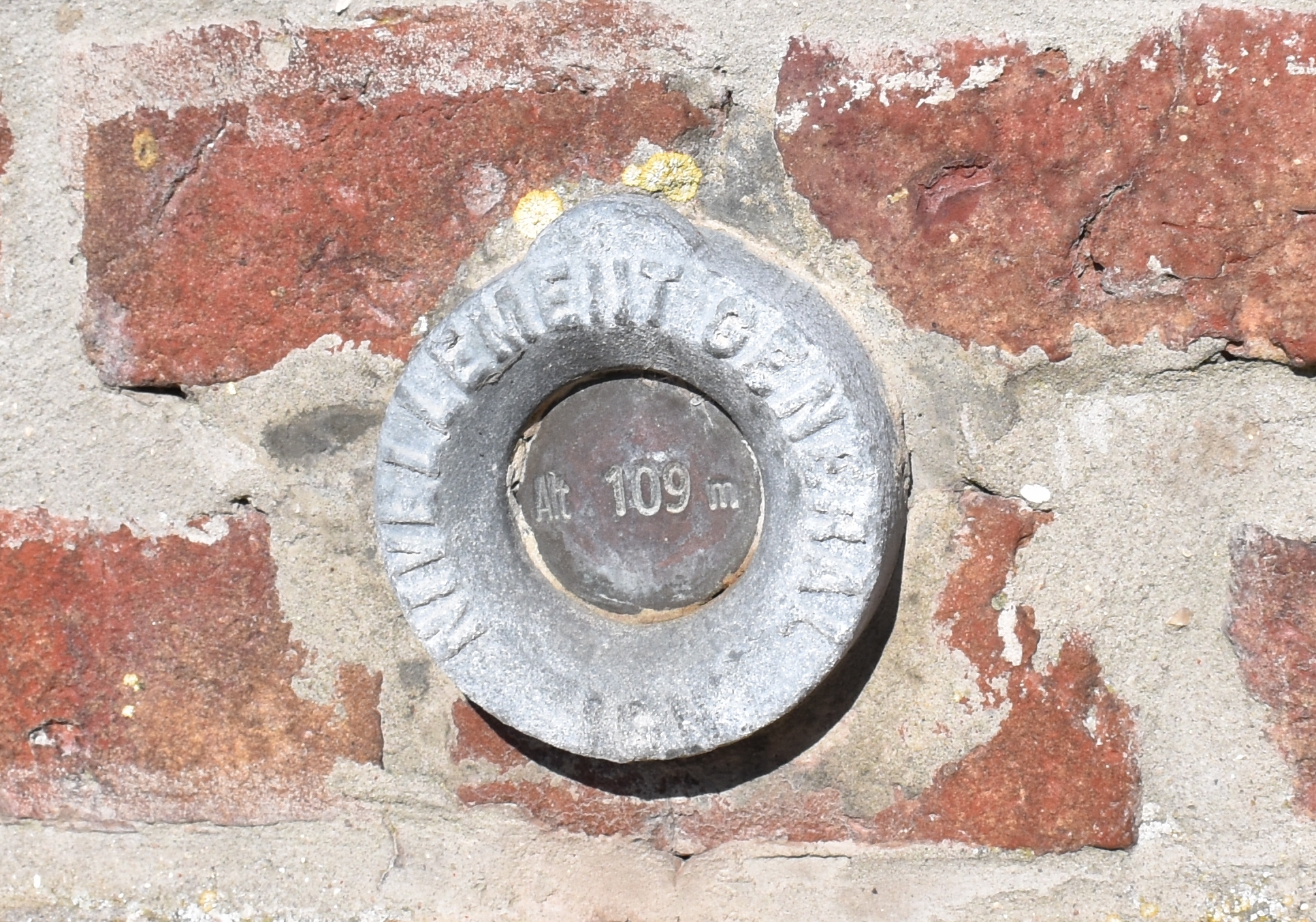
Borne de nivellement sur le mur de l'église- Altitude 109 m.

La commune est située dans le bassin Artois-Picardie. Elle est drainée par le Torrent d'Esnes et,.
Le Torrent d'Esnes, d'une longueur de 19 km, prend sa source dans la commune de Bertry et se jette  dans la rivière Escaut à Crèvecœur-sur-l'Escaut, après avoir traversé neuf communes. 

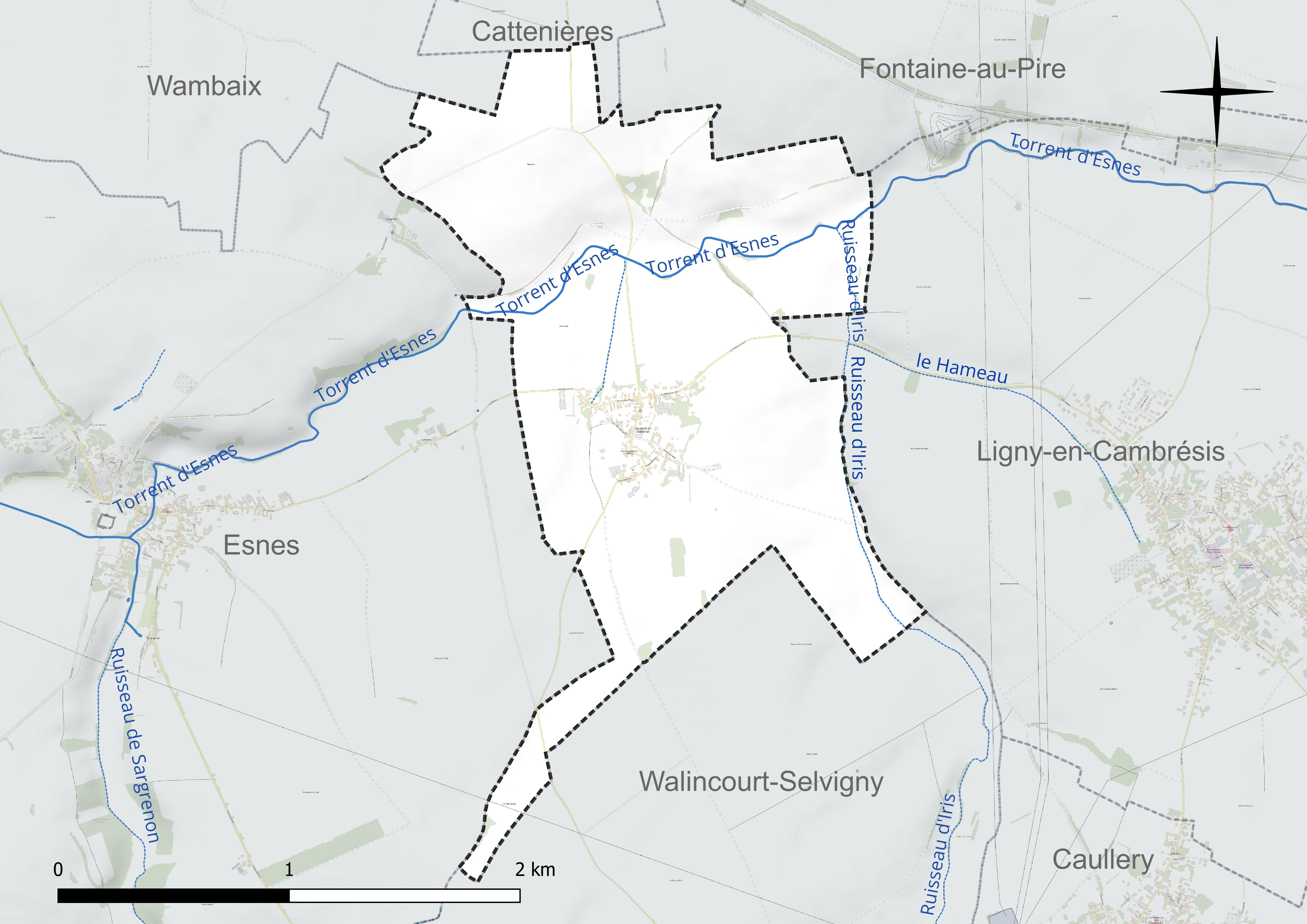
Réseau hydrographique d'Haucourt-en-Cambrésis.

#### Gestion et qualité des eaux
Le territoire communal est couvert par le schéma d'aménagement et de gestion des eaux (SAGE) « Escaut ». Ce document de planification concerne un territoire de 2 005 km2 de superficie, délimité par le bassin versant de l'Escaut. Le périmètre a été arrêté le 9 juin 2006 et le SAGE proprement dit a été approuvé le 13 juillet 2021. La structure porteuse de l'élaboration et de la mise en œuvre est le syndicat mixte Escaut et Affluents (SyMEA). 
La qualité des cours d'eau peut être consultée sur un site dédié géré par les agences de l'eau et l'Agence française pour la biodiversité. 

### Climat
Pour des articles plus généraux, voir Climat des Hauts-de-France et Climat du Nord.
En 2010, le climat de la commune est de type climat océanique dégradé des plaines du Centre et du Nord, selon une étude du CNRS s'appuyant sur une série de données couvrant la période 1971-2000. En 2020, Météo-France publie une typologie des climats de la France métropolitaine dans laquelle la commune est dans une zone de transition entre le climat océanique et le climat océanique altéré et est dans la région climatique  Nord-est du bassin Parisien, caractérisée par un ensoleillement médiocre, une pluviométrie moyenne régulièrement répartie au cours de l'année et un hiver froid (3 °C).
Pour la période 1971-2000, la température annuelle moyenne est de 10,2 °C, avec une amplitude thermique annuelle de 14,4 °C. Le cumul annuel moyen de précipitations est de 742 mm, avec 11,9 jours de précipitations en janvier et 9,1 jours en juillet. Pour la période 1991-2020, la température moyenne annuelle observée sur la station météorologique la plus proche, située sur la commune d'Épehy à 19 km à vol d'oiseau, est de 10,6 °C et le cumul annuel moyen de précipitations est de 752,8 mm,. Pour l'avenir, les paramètres climatiques de la commune estimés pour 2050 selon différents scénarios d'émission de gaz à effet de serre sont consultables sur un site dédié publié par Météo-France en novembre 2022.

## Urbanisme

### Typologie
Au 1er janvier 2024, Haucourt-en-Cambrésis est catégorisée commune rurale à habitat dispersé, selon la nouvelle grille communale de densité à sept niveaux définie par l'Insee en 2022.
Elle est située hors unité urbaine. Par ailleurs la commune fait partie de l'aire d'attraction de Cambrai, dont elle est une commune de la couronne,. Cette aire, qui regroupe 64 communes, est catégorisée dans les aires de 50 000 à moins de 200 000 habitants,.

### Occupation des sols
L'occupation des sols de la commune, telle qu'elle ressort de la base de données européenne d'occupation biophysique des sols Corine Land Cover (CLC), est marquée par l'importance des territoires agricoles (100 % en 2018), une proportion identique à celle de 1990 (100 %). La répartition détaillée en 2018 est la suivante : 
terres arables (91,5 %), zones agricoles hétérogènes (8,5 %). L'évolution de l'occupation des sols de la commune et de ses infrastructures peut être observée sur les différentes représentations cartographiques du territoire : la carte de Cassini (XVIIIe siècle), la carte d'état-major (1820-1866) et les cartes ou photos aériennes de l'IGN pour la période actuelle (1950 à aujourd'hui).

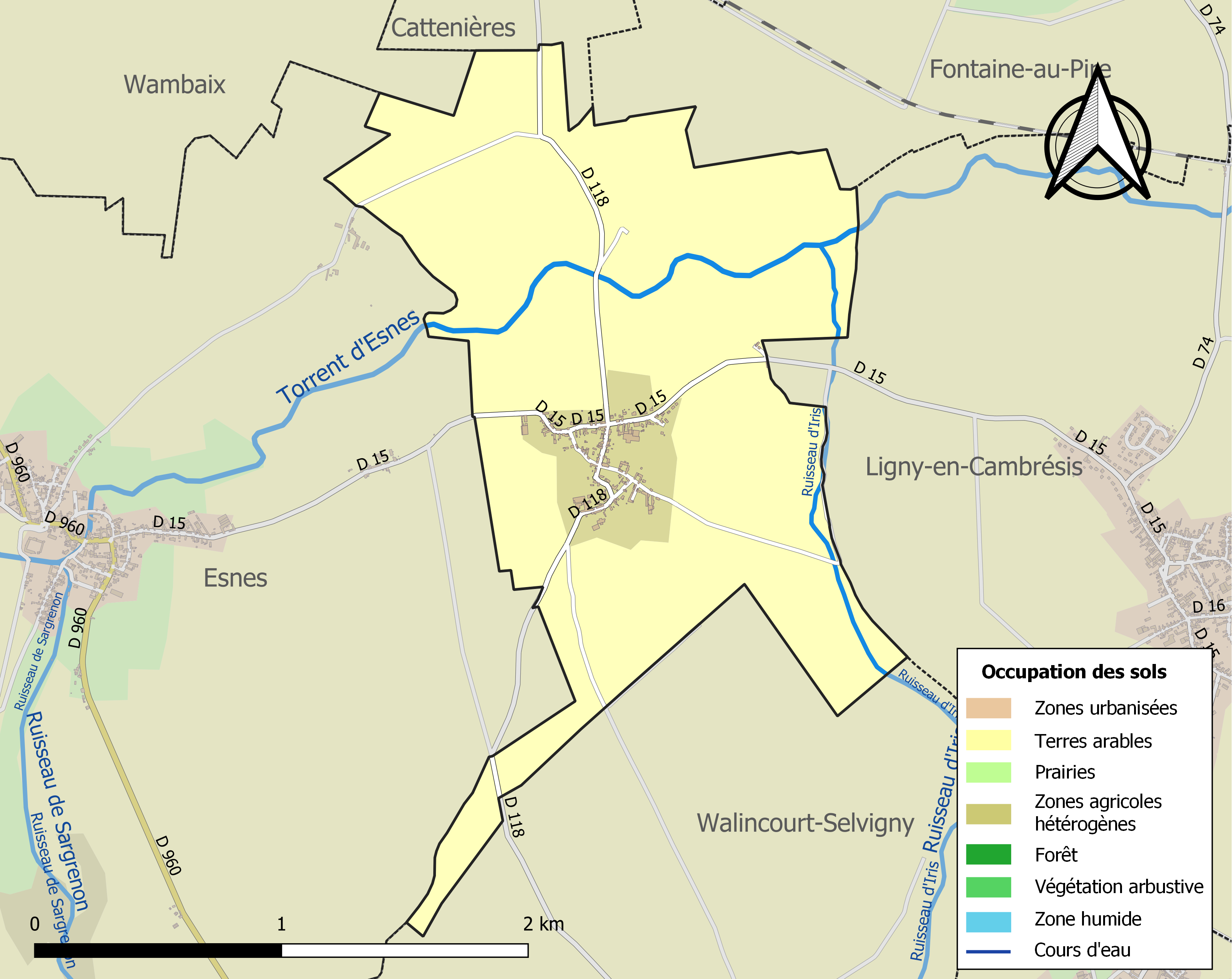
Carte des infrastructures et de l'occupation des sols de la commune en 2018 (CLC).

## Toponymie
Hulcurt (1133), Hucurt (1177), Holcurt (1180), Howecort (1208).
D'après Ernest Nègre, le nom de Haucourt viendrait d'un anthroponyme germanique, Hugolus.

## Histoire
La villae romaine "alti corte" existe depuis le haut Moyen Âge. Cette fut habitée de façon épisodique par les comtes d'Ardennegau (Comté d'Ardenne), roitelets Germains s'étant soumis aux Romains dont ils sont devenus les auxiliaires militaires, ainsi la dynastie des Brunulfs, issue de Walbert Ier roi des Sugambres (Sicambres) d'Ardennes.
La paroisse de Haucourt est érigée en 1227, la même année que la paroisse de Haplincourt. Elle fait partie du diocèse de Cambrai.
Les seigneurs de la Maison de Haucourt sont issus de celle de Walincourt.
De la Maison de Haucourt sont extraites les Maisons de Grébert et de Louvignies.
Thomas de Haucourt a combattu et trouvé la mort à la bataille d'Azincourt en 1415.
Une des six éoliennes du parc éolien du Bois de Saint-Aubert est mise en service en 2024 sur le finage de Haucourt-en-Cambrésis.

### Évolutions récentes du toponyme
1. Décret du 2 octobre 1949, Journal officiel du 8 octobre 1949 et effet au 9 octobre 1949 : Haucourt devient Haucourt-en-Cambrésis.
2. Arrêté préfectoral du 2 octobre 1972, Journal officiel du 24 octobre 1972 et effet au 1er janvier 1973 : Haucourt-en-Cambrésis est rattachée à Ligny-en-Cambrésis (fusion-association) qui devient Ligny-Haucourt.
3. Arrêté préfectoral du 27 février 1997, Journal officiel du 22 août 1997 et effet au 1er mars 1997 : Haucourt-en-Cambrésis est rétablie.

## Héraldique
|  | Les armes de Haucourt-en-Cambrésis se blasonnent ainsi : « D'argent semé de billettes de gueules, au lion du même brochant sur le tout. » |

## Politique et administration
Maire de 1802 à 1807 : J. B. Legrand,.
| Période                                  | Période   | Identité              | Étiquette | Qualité |
| ---------------------------------------- | --------- | --------------------- | --------- | ------- |
| mars 2001                                | mars 2014 | Jean-Michel Cantillon |           |         |
| 2014                                     | En cours  | Patrice Boniface      |           |         |
| Les données manquantes sont à compléter. |           |                       |           |         |

## Population et société

### Démographie

#### Évolution démographique
L'évolution du nombre d'habitants est connue à travers les recensements de la population effectués dans la commune depuis 1793. Pour les communes de moins de 10 000 habitants, une enquête de recensement portant sur toute la population est réalisée tous les cinq ans, les populations de référence des années intermédiaires étant quant à elles estimées par interpolation ou extrapolation. Pour la commune, le premier recensement exhaustif entrant dans le cadre du nouveau dispositif a été réalisé en 2007.

En 2022, la commune comptait 192 habitants, en évolution de −4,95 % par rapport à 2016 (Nord : +0,51 %, France hors Mayotte : +2,11 %).
| 1793 | 1800 | 1806 | 1821 | 1831 | 1836 | 1841 | 1846 | 1851 |
| ---- | ---- | ---- | ---- | ---- | ---- | ---- | ---- | ---- |
| 308  | 253  | 292  | 374  | 404  | 425  | 488  | 509  | 536  |

| 1856 | 1861 | 1866 | 1872 | 1876 | 1881 | 1886 | 1891 | 1896 |
| ---- | ---- | ---- | ---- | ---- | ---- | ---- | ---- | ---- |
| 584  | 656  | 711  | 690  | 700  | 650  | 617  | 611  | 594  |

| 1901 | 1906 | 1911 | 1921 | 1926 | 1931 | 1936 | 1946 | 1954 |
| ---- | ---- | ---- | ---- | ---- | ---- | ---- | ---- | ---- |
| 577  | 550  | 489  | 376  | 359  | 329  | 348  | 305  | 294  |

| 1962 | 1968 | 1999 | 2006 | 2007 | 2012 | 2017 | 2022 | - |
| ---- | ---- | ---- | ---- | ---- | ---- | ---- | ---- | - |
| 244  | 237  | 200  | 199  | 199  | 214  | 198  | 192  | - |

#### Pyramide des âges
La population de la commune est relativement jeune.
En 2018, le taux de personnes d'un âge inférieur à 30 ans s'élève à 30,3 %, soit en dessous de la moyenne départementale (39,5 %). À l'inverse, le taux de personnes d'âge supérieur à 60 ans est de 26,8 % la même année, alors qu'il est de 22,5 % au niveau départemental.
En 2018, la commune comptait 95 hommes pour 100 femmes, soit un taux de 51,28 % de femmes, légèrement inférieur au taux départemental (51,77 %).
Les pyramides des âges de la commune et du département s'établissent comme suit.
| Hommes | Classe d’âge | Femmes |
| ------ | ------------ | ------ |
| 0,0    | 90 ou +      | 1,0    |
| 6,3    | 75-89 ans    | 11,8   |
| 14,6   | 60-74 ans    | 19,6   |
| 30,2   | 45-59 ans    | 26,5   |
| 18,8   | 30-44 ans    | 10,8   |
| 15,6   | 15-29 ans    | 19,6   |
| 14,6   | 0-14 ans     | 10,8   |

| Hommes | Classe d’âge | Femmes |
| ------ | ------------ | ------ |
| 0,5    | 90 ou +      | 1,4    |
| 5,3    | 75-89 ans    | 8,1    |
| 14,8   | 60-74 ans    | 16,2   |
| 19,1   | 45-59 ans    | 18,4   |
| 19,5   | 30-44 ans    | 18,7   |
| 20,7   | 15-29 ans    | 19,1   |
| 20,2   | 0-14 ans     | 18     |

## Lieux et monuments

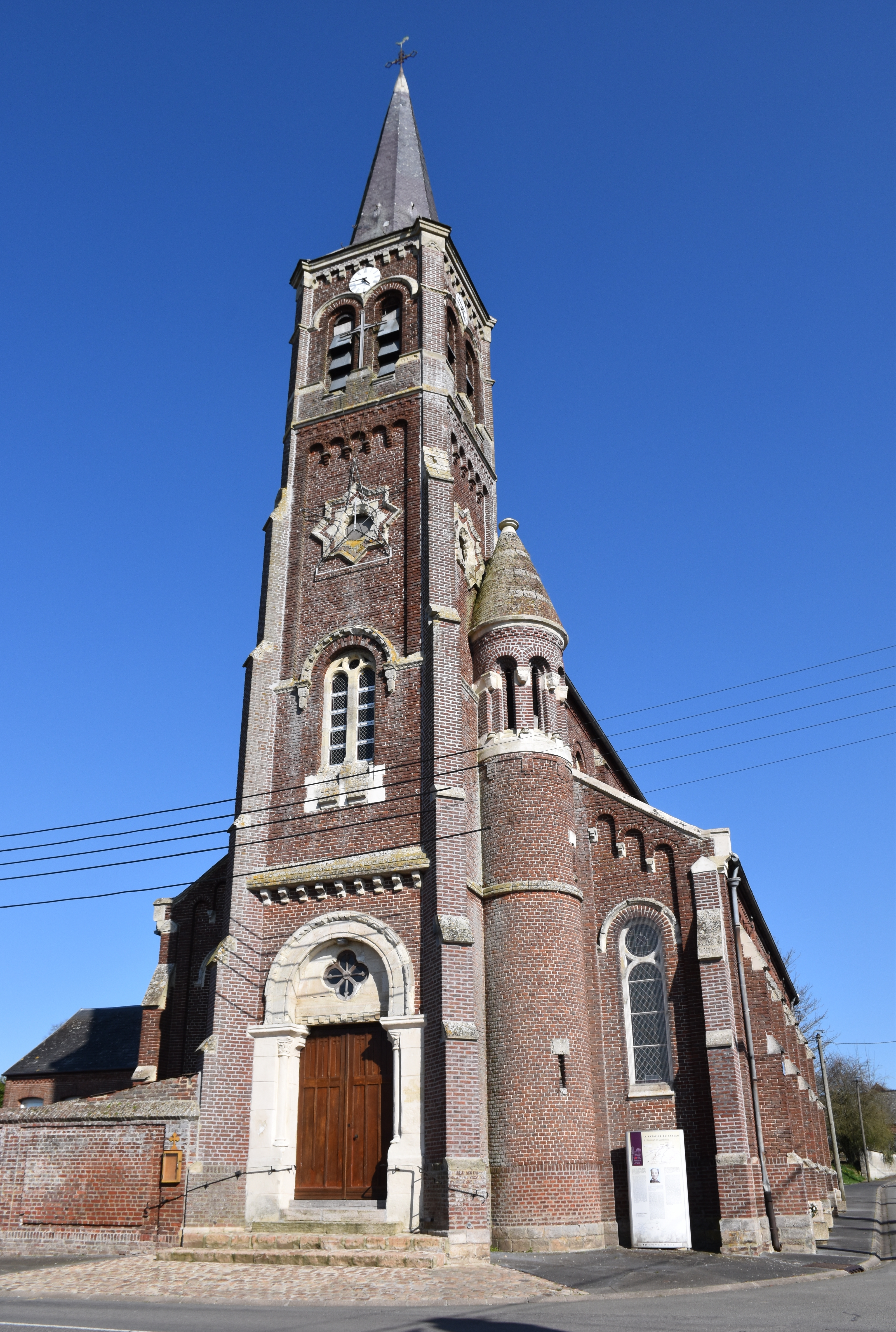
L'église.
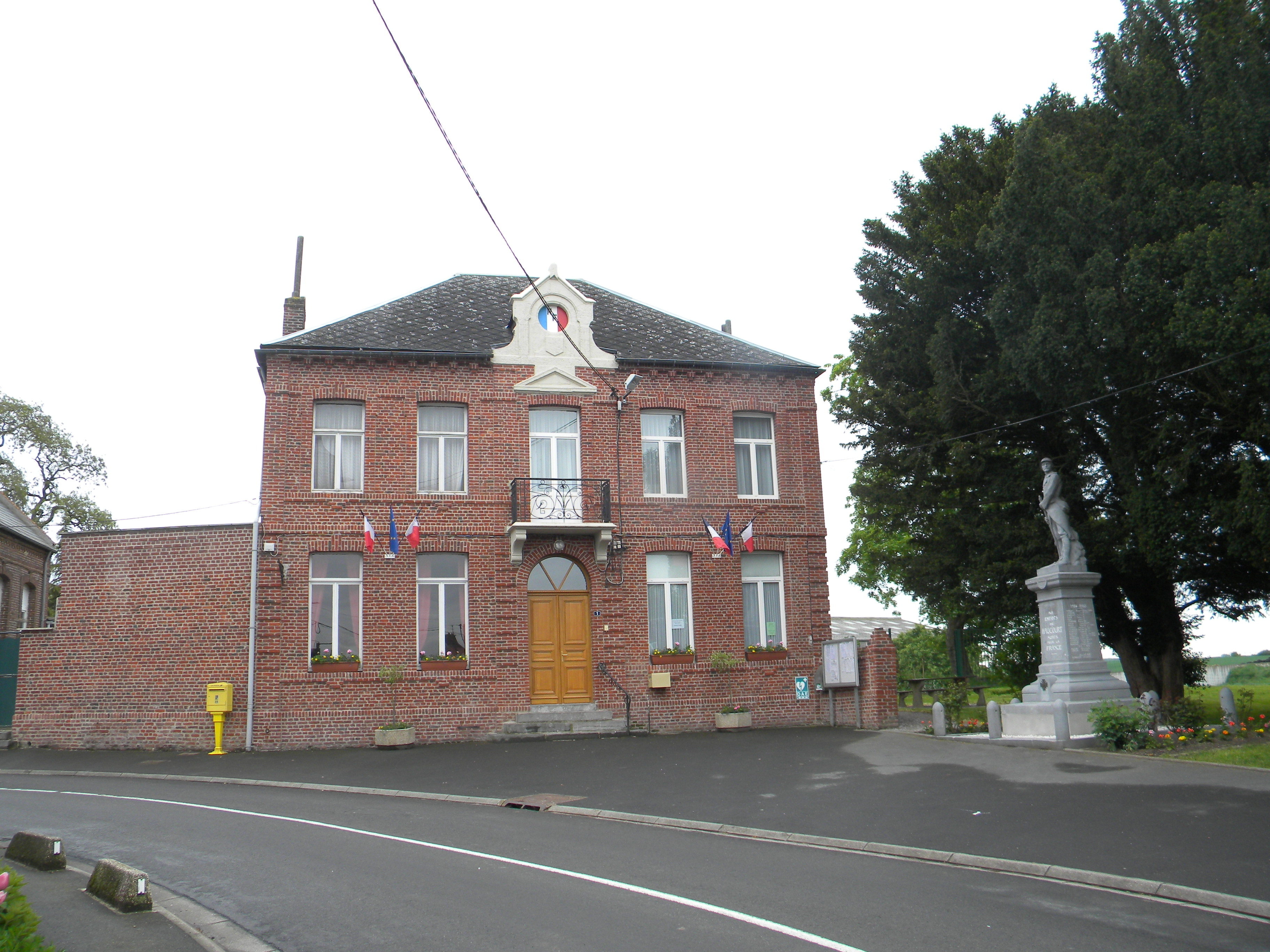
mairie
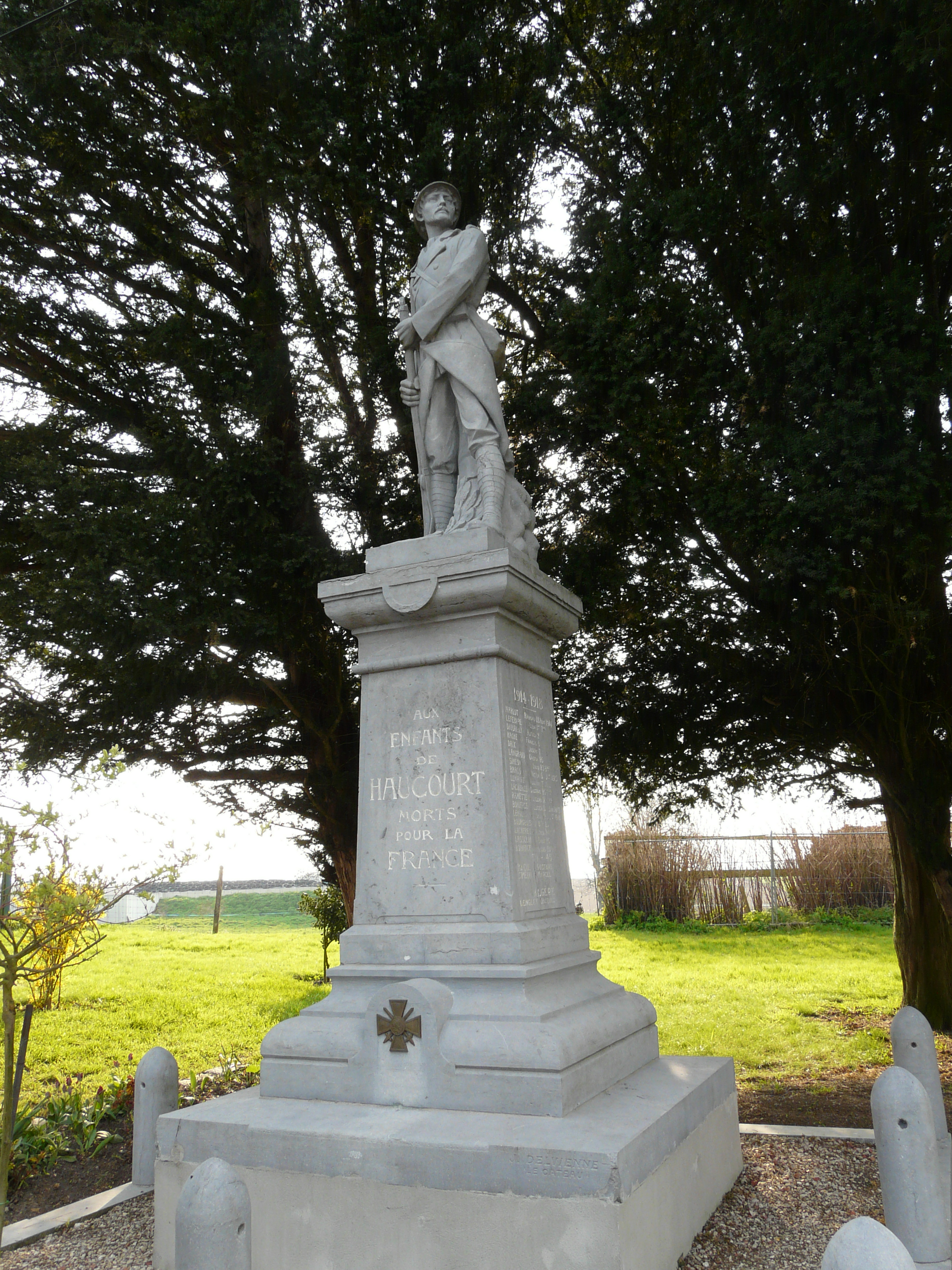
monument aux morts

## Personnalités liées à la commune
- Aubert de Cambrai ou Aubert d'Arras ou Albert ou Aybert né à Haucourt († 669), évêque de Cambrai et d'Arras en 633 (fêté le 13 décembre)[28].
- Patrick De Wever né le 5 juin 1949 à Haucourt, géologue français[29].